# Rajd Hiszpanii 1998
Rezultaty Rajdu Hiszpanii (34º Rallye Catalunya-Costa Brava (Rallye de España)), eliminacji Rajdowych Mistrzostw Świata w 1998 roku, który odbył się w dniach 20 kwietnia - 22 kwietnia. Była to piąta runda czempionatu w tamtym roku i druga na asfalcie, a także piąta w Production World Rally Championship i trzecia w mistrzostwach Hiszpanii. Bazą rajdu było miasto Lloret de Mar. Zwycięzcami rajdu została francuska załoga Didier Auriol i Denis Giraudet w Toyocie Corolli WRC. Wyprzedzili oni Belgów Freddy'ego Loixa i Svena Smeetsa w Toyocie Corolli WRC i Finów Tommiego Mäkinena i Rista Mannisenmäkiego w Mitsubishi Lancerze Evo V. Z kolei w Production WRC zwyciężyła urugwajsko-argentyńska załoga Gustavo Trelles i Martin Christie w Mitsubishi Lancerze Evo V.
Rajdu nie ukończyły cztery załogi fabryczne. Brytyjczyk Colin McRae w Subaru Imprezie WRC miał awarię dyferencjału na 16. odcinku specjalnym. Inny kierowca Subaru Włoch Piero Liatti wycofał się na 12. odcinku specjalnym z powodu awarii silnika. Rajdu nie ukończyli także dwaj kierowcy Forda Escorta WRC. Fin Juha Kankkunen miał wypadek na 17. oesie, a Belg Bruno Thiry awarię silnika na 18. oesie.

## Klasyfikacja ostateczna
| Miejsce                | Zawodnik               | Pilot                   | Samochód                     | Czas                   | Strata                 | Grupa                  | Punkty                 |                        |
| Klasyfikacja generalna | Klasyfikacja generalna | Klasyfikacja generalna  | Klasyfikacja generalna       | Klasyfikacja generalna | Klasyfikacja generalna | Klasyfikacja generalna | Klasyfikacja generalna | Klasyfikacja generalna |
| ---------------------- | ---------------------- | ----------------------- | ---------------------------- | ---------------------- | ---------------------- | ---------------------- | ---------------------- | ---------------------- |
| 1.                     | Didier Auriol          | Denis Giraudet          | Toyota Corolla WRC           | 4:18:36.9              |                        | A8                     | 10                     |                        |
| 2.                     | Freddy Loix            | Sven Smeets             | Toyota Corolla WRC           | 4:19:30.3              | +53.4                  | A8 M                   | 6                      |                        |
| 3.                     | Tommi Mäkinen          | Risto Mannisenmäki      | Mitsubishi Lancer Evo V      | 4:19:46.3              | +1:09.4                | A8 M                   | 4                      |                        |
| 4.                     | Richard Burns          | Robert Reid             | Mitsubishi Carisma GT Evo IV | 4:20:10.4              | +1:33.5                | A8 M                   | 3                      |                        |
| 5.                     | Philippe Bugalski      | Jean-Paul Chiaroni      | Citroën Xsara Kit Car        | 4:20:28.3              | +1:51.4                | A7                     | 2                      |                        |
| 6.                     | Gilles Panizzi         | Hervé Panizzi           | Peugeot 306 Maxi             | 4:20:44.0              | +2:07.1                | A7 2L                  | 1                      |                        |
| 7.                     | Carlos Sainz           | Luis Moya               | Toyota Corolla WRC           | 4:21:05.7              | +2:28.8                | A8 M                   |                        |                        |
| 8.                     | François Delecour      | Daniel Grataloup        | Peugeot 306 Maxi             | 4:21:24.6              | +2:47.7                | A7 2L                  |                        |                        |
| 9.                     | Uwe Nittel             | Tina Thörner            | Mitsubishi Carisma GT Evo IV | 4:22:45.6              | +4:08.7                | A8                     |                        |                        |
| 10.                    | Rui Madeira            | Nuno Rodrigues da Silva | Toyota Corolla WRC           | 4:25:24.5              | +6:47.6                | A8 TC                  |                        |                        |
| PWRC                   |                        |                         |                              |                        |                        |                        |                        |                        |
| 1. (20.)               | Gustavo Trelles        | Martin Christie         | Mitsubishi Lancer Evo V      | 4:41:04.7              |                        | N4                     | 10                     |                        |
| 2. (23.)               | Manfred Stohl          | Peter Müller            | Mitsubishi Lancer Evo III    | 4:50:04.5              | +8:59.8                | N4                     | 6                      |                        |
| 3. (24.)               | Gabriel Mendez         | Carlos Villete          | Mitsubishi Lancer Evo IV     | 4:51:03.7              | +9:59.0                | N4                     | 4                      |                        |
| 4. (25.)               | Roberto Sánchez        | Edgardo Galindo         | Subaru Impreza 555           | 4:52:45.3              | +11:40.6               | N4                     | 3                      |                        |
| 5. (27.)               | Jordi Griñó            | Samira Lanaya           | Peugeot 106 Rallye           | 5:00:47.3              | +19:42.6               | N4                     | 2                      |                        |
| 6. (29.)               | Leonardo Sabán         | Ezequiel Nazábal        | Peugeot 106 Rallye           | 5:04:15.8              | +23:11.1               | N4                     | 1                      |                        |
| 2L WRC                 |                        |                         |                              |                        |                        |                        |                        |                        |
| 1 (6.)                 | Gilles Panizzi         | Hervé Panizzi           | Peugeot 306 Maxi             | 4:20:44.0              | -                      | A7 2L                  |                        |                        |
| 2 (8.)                 | François Delecour      | Daniel Grataloup        | Peugeot 306 Maxi             | 4:21:24.6              | +40.6                  | A7 2L                  |                        |                        |
| 3 (14.)                | Adruzilo Lopes         | Luís Lisboa             | Peugeot 306 Maxi             | 4:28:07.7              | +7:23.7                | A7                     |                        |                        |

1. ↑  Litera M przy oznaczeniu grupy do której należy samochód oznacza, iż tylko ci kierowcy zdobywali punkty dla swoich zespołów liczonych w klasyfikacji producentów na koniec sezonu.

## Zwycięzcy odcinków specjalnych
| Dzień      | Odcinek | G. rozp. | Nazwa                    | Długość  | Zwycięzca                 | Czas    | Lider rajdu   |
| ---------- | ------- | -------- | ------------------------ | -------- | ------------------------- | ------- | ------------- |
| 1 (20 KWI) | SS1     | 10:51    | La Trona 1               | 12.86 km | Bruno Thiry               | 8:31.9  | Bruno Thiry   |
| 1 (20 KWI) | SS2     | 11:20    | Alpens - Les Lloses 1    | 21.95 km | Didier Auriol             | 13:44.4 | Didier Auriol |
| 1 (20 KWI) | SS3     | 12:39    | Coll de Santigosa 1      | 10.62 km | Didier Auriol             | 6:49.1  | Didier Auriol |
| 1 (20 KWI) | SS4     | 13:27    | Coll de Bracons 1        | 19.89 km | Didier Auriol             | 13:02.0 | Didier Auriol |
| 1 (20 KWI) | SS5     | 15:08    | La Fullaca - St Hilari 1 | 21.98 km | Didier Auriol             | 14:11.0 | Didier Auriol |
| 1 (20 KWI) | SS6     | 15:37    | Cladells                 | 15.27 km | Colin McRae               | 10:13.0 | Didier Auriol |
| 1 (20 KWI) | SS7     | 17:04    | St Feliu - Tossa 1       | 18.96 km | Jesús Puras               | 12:16.5 | Didier Auriol |
| 2 (20 KWI) | SS8     | 10:09    | La Riba 1                | 32.72 km | Tommi Mäkinen Freddy Loix | 20:40.6 | Didier Auriol |
| 2 (20 KWI) | SS9     | 11:13    | Prades                   | 13.77 km | Gilles Panizzi            | 8:25.2  | Didier Auriol |
| 2 (20 KWI) | SS10    | 12:18    | El Priorat               | 20.67 km | Didier Auriol             | 14:42.9 | Didier Auriol |
| 2 (20 KWI) | SS11    | 13:09    | Sta Marina               | 27.47 km | Philippe Bugalski         | 17:09.7 | Didier Auriol |
| 2 (20 KWI) | SS12    | 15:04    | La Figuera - Escaladei   | 45.57 km | Didier Auriol             | 29:05.3 | Didier Auriol |
| 2 (20 KWI) | SS13    | 16:52    | La Riba 2                | 32.72 km | Freddy Loix               | 20:36.9 | Didier Auriol |
| 3 (22 KWI) | SS14    | 08:21    | La Trona 2               | 12.86 km | Freddy Loix               | 8:31.3  | Didier Auriol |
| 3 (22 KWI) | SS15    | 08:50    | Alpens - Les Llosses 2   | 21.95 km | Didier Auriol             | 13:41.5 | Didier Auriol |
| 3 (22 KWI) | SS16    | 10:09    | Coll de Santigosa 2      | 10.62 km | Tommi Mäkinen             | 6:45.5  | Didier Auriol |
| 3 (22 KWI) | SS17    | 10:57    | Coll de Bracons 2        | 19.89 km | Didier Auriol             | 13:02.2 | Didier Auriol |
| 3 (22 KWI) | SS18    | 12:43    | La Fullaca - St Hilari 2 | 21.98 km | Freddy Loix               | 14:08.3 | Didier Auriol |
| 3 (22 KWI) | SS19    | 14:31    | St Feliu - Tossa 2       | 18.96 km | Didier Auriol             | 12:18.5 | Didier Auriol |

## Klasyfikacja po 5 rundach
Tabele przedstawiają tylko pięć pierwszych miejsc.

### Kierowcy
| Lp. | Kierowca       | Pkt |
| --- | -------------- | --- |
| 1   | Carlos Sainz   | 22  |
| 2   | Richard Burns  | 18  |
| 3   | Juha Kankkunen | 15  |
| 4   | Tommi Mäkinen] | 14  |
| 5   | Colin McRae    | 14  |

### Producenci
| Lp. | Producent           | Pkt |
| --- | ------------------- | --- |
| 1   | Mitsubishi Ralliart | 32  |
| 2   | Toyota Castrol Team | 31  |
| 3   | Ford Motor Co. Ltd. | 23  |
| 4   | 555 Subaru WRT      | 21  |